# Jammerende Jenny
Jammerende Jenny (Engels: Moaning Myrtle) is een personage uit de boekenreeks rond Harry Potter van de Engelse schrijfster Joanne Rowling.
Jenny is een van de spoken die rondwaren op Zweinsteins Hogeschool voor Hekserij en Hocus-Pocus. Ze woont in de waterleidingen van Zweinstein, maar maakt soms uitstapjes naar de meisjes-wc's of naar het meer op het schoolterrein.
Jenny is een nogal lichtgeraakt meisje. Ze denkt vaak dat ze gepest en getreiterd wordt, wat het gevolg is van de pesterijen op Zweinstein toen Jenny nog leefde. Ook houdt ze er niet van als er grappen of opmerkingen worden gemaakt over het feit dat ze dood is.
Jenny zat, toen ze nog leefde, bij Ravenklauw.

## Rol in de boeken

### Harry Potter en de Geheime Kamer
Jenny, een kind van Dreuzelouders, werd gedood door de Basilisk die in de Geheime Kamer op Zweinstein woonde. Jenny verstopte zich op het meisjestoilet toen de Basilisk haar overviel en zij stierf door in de ogen van de Basilisk te kijken. Sinds haar dood woont Jenny in de vorm van geest op het meisjestoilet.
Jenny is niet erg sociaal, ze zit liever in haar eentje te mokken en te huilen op de wc. Ze is erg gevoelig, vooral als het gaat om het feit dat ze dood is. Wanneer in het tweede schooljaar van Harry Potter de Geheime Kamer opnieuw wordt geopend, helpt ze Harry om de ingang van de Kamer te vinden en zodoende het monster dat daar rondwaart te verslaan.

### Harry Potter en de Vuurbeker
In het vierde schooljaar van Harry helpt ze Harry uit de brand wanneer hij ploetert op de oplossing van de tweede opdracht voor het Toverschool Toernooi. Wanneer Harry op advies van Carlo Kannewasser het gouden ei meeneemt naar de badkamer die door de klassenoudsten gebruikt wordt, is zij degene die hem vertelt dat hij het ei onder water moet houden omdat ze had gezien dat Carlo dat ook deed. Hierdoor komt Harry achter de kern van de opdracht.
Jenny heeft een oogje op Harry Potter; ze biedt hem aan om, indien hij overlijdt bij het doen van de opdrachten van het toverschooltoernooi, samen een toilet te gaan delen.

### Harry Potter en de Halfbloed Prins
In het zesde boek verschijnt ze aan Draco Malfidus als trooster. Malfidus is bang dat hij de taak die hij heeft gekregen van Voldemort niet waar kan maken. Hij bespreekt dit met Jenny.

### Harry Potter en het Vervloekte Kind
In het achtste boek helpt Jenny Harry om zijn zoon Albus en diens vriend Scorpius Malfidus terug te vinden, die met de tijdverdrijver terug zijn gegaan in de tijd om het verleden (en dus de huidige situatie) te veranderen. Hierdoor ontdekt Harry dat ze proberen de moord op Carlo Kannewasser te voorkomen.

## Rol in de films
Jammerende Jenny komt in zowel de tweede als de vierde Harry Potterfilm voor. De rol wordt gespeeld door Shirley Henderson. Ten tijde van de tweede film was ze 37 jaar oud en daarmee de oudste actrice die een student speelde.

## Trivia
- Voldemort gebruikte de dood van Jammerende Jenny om zijn eerste Gruzielement te maken: zijn dagboek. Het gruzielement werd in deel 2 vernietigd met een giftand van de Basilisk.